# Punta Elena
La Punta Elena (4.045 m s.l.m.) è una vetta delle Grandes Jorasses nel Massiccio del Monte Bianco.

## Caratteristiche

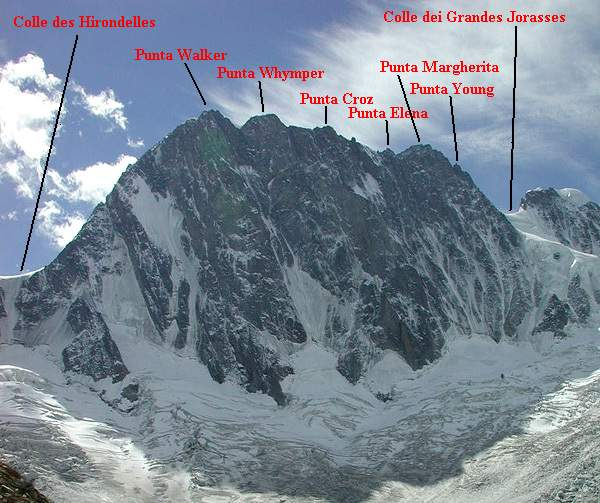
Versante nord (francese) delle Grandes Jorasses con indicata la Punta Elena.

La vetta si trova lungo la frontiera tra l'Italia e la Francia tra la Punta Croz (ad est) e la Punta Margherita (ad ovest).
Prende il nome da Elena d'Orléans, alla quale fu dedicata da Luigi Amedeo di Savoia-Aosta.

## Salita alla vetta
La prima ascensione fu compiuta il 22 agosto 1898, insieme a quella della vicina Punta Margherita, da Luigi Amedeo di Savoia-Aosta con le guide Joseph Petigax, Laurent Croux e Félix Ollier.
La parete nord della montagna fu vinta il 24 e 25 luglio 1970  dai polacchi Eugeniusz Chrobak, Jacek Poreba e Wojtek Wroz; la prima di due vie polacche (la seconda, del '75 ha tra i protagonisti Kukuzka) sale stando a destra della verticale della cima, su terreno con difficoltà di VI e roccia in genere friabile ed esposta alle cadute di pietre e ghiaccio.